# Eresus rotundiceps
Eresus rotundiceps is een spinnensoort uit de familie van de fluweelspinnen (Eresidae).
De wetenschappelijke naam van de soort werd in 1873 gepubliceerd door Eugène Simon.